# Бальбе, Франсиско
Франсиско Бальбе Англада или Франсеск Бальбе-и-Англада (исп. Francisco Ballbé Anglada, кат. Francesc Ballbé i Anglada, род. 28 сентября 1933) — испанский шахматист, международный мастер ИКЧФ.
В составе сборной Испании участник командного первенства Европы 1961 г. (показал лучший результат среди запасных участников).
Участник открытого чемпионата США 1958 г. и ряда турниров, проводившихся на территории Испании.
Наибольших успехов добился в заочных шахматах. Стал победителем 9-го чемпионата Испании по переписке (1969—1973).

## Спортивные результаты
| Год                       | Город             | Соревнование                                            | + | − | = | Результат | Место |
| ------------------------- | ----------------- | ------------------------------------------------------- | - | - | - | --------- | ----- |
| 1955                      | Хихон             | Международный турнир                                    |   |   |   |           |       |
| 1958                      | Рочестер          | Открытый чемпионат США                                  | 5 | 1 | 3 | 6½ из 9   | [ 1 ] |
| 1961                      | Оберхаузен        | Командное первенство Европы (сборная Испании, запасной) | 5 | 0 | 3 | 6½ из 8   |       |
| СОРЕВНОВАНИЯ ПО ПЕРЕПИСКЕ |                   |                                                         |   |   |   |           |       |
| 1969—1973                 | Чемпионат Испании | Чемпионат Испании                                       |   |   |   |           | 1     |